# فرانكلين (ويسكونسن)
فرانكلين، مقاطعة ميلووكي (ويسكونسن) (بالإنجليزية: Franklin, Milwaukee County, Wisconsin)‏ هي مدينة و third-class city تقع في الولايات المتحدة في مقاطعة ميلووكي (ويسكونسن). يقدر عدد سكانها بـ 35,451 نسمة ومساحتها 89.85 كم2 وترتفع عن سطح البحر 241 متر.

## التركيبة السكانية
قام مكتب تعداد الولايات المتحدة بتحديد بيانات التركيبة السكانية لفرانكلين في تعداد الولايات المتحدة. في ما يلي، التركيبة السكانية حسب تعدادي 2000 و2010.

### تعداد عام 2000
بلغ عدد سكان فرانكلين 29,494 نسمة بحسب تعداد عام 2000، وبلغ عدد الأسر 10,602 أسرة وعدد العائلات 7,697 عائلة مقيمة في المدينة. في حين سجلت الكثافة السكانية 851.8 نسمة لكل ميل مربع (328.9/كم2). وبلغ عدد الوحدات السكنية 10,936 وحدة بمتوسط كثافة قدره 315.8 نسمة لكل ميل مربع (121.9/كم2).
وتوزع التركيب العرقي للمدينة بنسبة 98.78% من البيض و 0.036% من الأمريكيين الأصليين و 2.10% من الأمريكيين ذوي الأصول الآسيوية و 0.03% من سكان جزر المحيط الهادئ و 0.15% من الأمريكيين الأفارقة و 0.91% من عرقين مختلطين أو أكثر.
بلغ عدد الأسر 10,602 أسرة كانت نسبة 33.8% منها لديها أطفال تحت سن الثامنة عشر تعيش معهم، وبلغت نسبة الأزواج القاطنين مع بعضهم البعض 63.2% من أصل المجموع الكلي للأسر، ونسبة 6.6% من الأسر كان لديها معيلات من الإناث دون وجود شريك، وكانت نسبة 27.4% من غير العائلات.
بلغ العمر الوسطي للسكان 38 عاماً. وكانت نسبة 23.4% من القاطنين تحت سن الثامنة عشر، وكانت نسبة 8.4% بين الثامنة عشر والأربعة وعشرون عاماً، ونسبة 32.7% كانت واقعةً في الفئة العمرية ما بين الخامسة والعشرون حتى والأربعة وأربعون عاماً، ونسبة 25.6% كانت ما بين الخامسة والأربعون حتى الرابعة والستون، ونسبة 9.9% كانت ضمن فئة الخامسة والستون عاماً فما فوق. يوجد لكل 100 أنثى 109.2 ذكر، ويوجد لكل 100 أنثى في الثامنة عشر من عمرها فما فوق 110.0 ذكر.
وكان متوسط دخل الذكور 61,827 دولار مقابل 54,737 دولار للإناث. وسجل دخل الفرد الخاص بالمدينة 33,474 دولار. وكانت نسبة 0.4% من العائلات ونسبة 0.7% من السكان تحت خط الفقر، وكان من هؤلاء نسبة 2.7% تحت سن الثامنة عشر ونسبة 3.9% في الخامسة والستين من العمر وما فوق.

### تعداد عام 2010
بلغ عدد سكان فرانكلين 35,451 نسمة بحسب تعداد عام 2010، وبلغ عدد الأسر 13,642 أسرة وعدد العائلات 9,351 عائلة مقيمة في المدينة. في حين سجلت الكثافة السكانية 1,025.2 نسمة لكل ميل مربع (395.8/كم2). وبلغ عدد الوحدات السكنية 14,356 وحدة بمتوسط كثافة قدره 415.2 لكل ميل مربع (160.3/كم2).
وتوزع التركيب العرقي للمدينة بنسبة 87.1% من البيض و 0.4% من الأمريكيين الأصليين و 5.4% من الأمريكيين ذوي الأصول الآسيوية و 4.9% من الأمريكيين الأفارقة و 1.5% من عرقين مختلطين أو أكثر.
بلغ عدد الأسر 13,642 أسرة كانت نسبة 30.5% منها لديها أطفال تحت سن الثامنة عشر تعيش معهم، وبلغت نسبة الأزواج القاطنين مع بعضهم البعض 58.3% من أصل المجموع الكلي للأسر، ونسبة 6.8% من الأسر كان لديها معيلات من الإناث دون وجود شريك، بينما كانت نسبة 3.5% من الأسر لديها معيلون من الذكور دون وجود شريكة وكانت نسبة 31.5% من غير العائلات. تألفت نسبة 26.4% من أصل جميع الأسر من أفراد ونسبة 10.7% كانوا يعيش معهم شخص وحيد يبلغ من العمر 65 عاماً فما فوق. وبلغ متوسط حجم الأسرة المعيشية 2.99، أما متوسط حجم العائلات فبلغ 2.45.
بلغ العمر الوسطي للسكان 41.5 عاماً. وكانت نسبة 21.6% من القاطنين تحت سن الثامنة عشر، وكانت نسبة 7.7% بين الثامنة عشر والأربعة وعشرون عاماً، ونسبة 25.9% كانت واقعةً في الفئة العمرية ما بين الخامسة والعشرون حتى والأربعة وأربعون عاماً، ونسبة 31.4% كانت ما بين الخامسة والأربعون حتى الرابعة والستون، ونسبة 13.4% كانت ضمن فئة الخامسة والستون عاماً فما فوق. وتوزع التركيب الجنسي للسكان بنسبة 51.1% ذكور و48.9% إناث.